# Andrey Ivanov (futebolista nascido em 1967)
Andrey Yevgenyevich Ivanov - em russo, Андрей Евгеньевич Иванов (Moscou, 6 de abril de 1967 – Moscou, 19 de maio de 2009) foi um futebolista profissional russo que atuava como lateral-esquerdo.

## Carreira
Revelado pelo FShM Moscou em 1982, Ivanov atuou pelos 3 principais clubes de Moscou, tendo maior destaque no Spartak, onde teve 3 passagens. Foi como atleta dos Krasno-belye que ele conquistou seus 4 títulos como profissional (1 Campeonato Soviético, 2 Campeonatos Russos e 1 Copa da União Soviética). Além do Spartak, defendeu os rivais Dínamo e CSKA, além de ter vestido a camisa do SKA-Khabarovsk em 1987.
Fora de seu país, atuou por Guria Lanchkhuti (Geórgia), Tirol Innsbruck (Áustria), Greuther Fürth (Alemanha) e Alverca (Portugal) antes de voltar à Rússia em 2000 para jogar no Nika Moscou, onde parou de atuar aos 33 anos.

## Desempenho por Seleções
Em nível internacional, Ivanov representou três seleções: pela União Soviética, jogou 2 partidas, ambas em 1991 (ano da dissolução do país); pela CEI, também participou de 2 jogos (um amistoso contra a Dinamarca e outro na Eurocopa de 1992, tendo atuado 5 minutos contra a Alemanha), e pela Rússia, atuou 11 vezes entre 1992 e 1993, mas não foi lembrado para a Copa de 1994.

## Morte
Após deixar os gramados, Ivanov enfrentou problemas com o alcoolismo, chegando a trabalhar como segurança de uma loja e de uma escola antes de ser demitido. Faleceu em 19 de maio de 2009, aos 42 anos, vitimado por uma pneumonia, e 2 dias depois foi sepultado no Cemitério Perepechinskoye, na capital russa.

## Títulos
Spartak Moscou
- Campeonato Soviético: 1989
- Copa da União Soviética: 1991–92
- Campeonato Russo: 1992, 1993